# Architettura dei templi indù
L'architettura dei templi indù prevede una struttura aperta e simmetricamente guidata, con molte varianti. Essa si basa su una griglia quadrata divisa in quadrati detti pada (vedi sotto), con figure geometriche perfette come cerchi e quadrati.
Un tempio indù è costituito da un sancta sanctorum, il garbha griha o camera-grembo, dove si trova la mūrti principale o l'immagine di una divinità che è ospitata insieme a puruṣa. Il Garbhagriha è coronato da una torre, śikhara, chiamata anche Vimana. L'architettura presenta anche un deambulatorio per la parikrama (circumambulazione), una sala per la comunità, e, talvolta, un'anticamera e un portico.
L'architettura del tempio indù riflette una sintesi delle arti, degli ideali di dharma, delle credenze, dei valori e del modo di vivere caro all'induismo. Si tratta di un legame tra l'uomo, la divinità e il puruṣa universale in uno spazio sacro.
Negli antichi testi indiani, un tempio è un luogo per il pellegrinaggio (Tirtha). Si tratta di un luogo sacro la cui atmosfera e il progetto cerca di condensare simbolicamente i principi ideali del modo di vivere indù. Tutti gli elementi cosmici che creano e celebrano la vita nel pantheon induista, sono presenti: dal fuoco all'acqua, dalle immagini alla natura delle divinità, dal femminile al maschile, da Kama ad Artha, dai suoni fugaci all'odore dell'incenso di puruṣa - il nulla eterno ancora universalità - sono parte dell'architettura del tempio indù.
I principi architettonici dei templi indù in India sono descritti nel Shilpa Shastra e Vastu Shastra. La cultura indù ha incoraggiato l'indipendenza estetica nei costruttori dei suoi templi, e gli architetti hanno a volte esercitato una notevole flessibilità di espressione creativa con l'adozione di altre geometrie perfette e principi matematici nella costruzione dei Mandir (templi) per esprimere il modo di vita indù.

## Disegno
Susan Lewandowski sostiene che il principio di base, in un tempio indù, è costruito attorno alla convinzione che tutte le cose sono un aspetto unico, e che tutto è collegato. Il pellegrino è accolto attraverso spazi matematicamente strutturati, una rete di arte, pilastri con sculture e statue che visualizzano e celebrano i quattro importanti e necessari principi della vita umana - la ricerca dell'Artha (prosperità, ricchezza), il perseguimento del Kama (desiderio), la ricerca del dharma (virtù, vita etica) e la ricerca del Moksha (realizzazione, conoscenza di sé).
Al centro del tempio, di solito sotto, talvolta sopra o accanto alla divinità, si trova un semplice spazio vuoto con nessuna decorazione, che simbolicamente rappresenta il puruṣa, il principio supremo, il sacro universale, uno senza forma, che è presente in tutto il mondo, collega tutto, ed è l'essenza di tutti. Un tempio indù ha lo scopo di incoraggiare la riflessione, facilitare la purificazione della propria mente e innescare il processo di realizzazione interiore nel devoto. Il processo specifico è lasciato alla fede dello stesso. La divinità principale di diversi templi indù varia in modo da riflettere questo spettro spirituale.

### Sito
Il sito appropriato per un Mandir, suggeriscono gli antichi testi sanscriti, è vicino all'acqua e ai giardini, dove sbocciano i fiori di loto, dove si sentono i cigni, le anatre e altri uccelli, dove gli animali riposano senza timore di lesioni o danni. Questi luoghi armoniosi sono stati raccomandati nei testi con la spiegazione che sono tali i luoghi in cui gli dei giocano e, quindi, il miglior sito per i templi indù.
Mentre i Mandir indù più importanti sono raccomandati nei pressi di Sangam (confluenza dei fiumi), argini dei fiumi, laghi o mare, la bṛhat saṃhitā e il Purāṇa suggeriscono che possono essere costruiti anche dove non è presente una fonte naturale di acqua. Anche qui, si consiglia costruire uno stagno, preferibilmente di fronte o a sinistra del tempio, con giardini d'acqua. Se l'acqua non è naturalmente presente né creata artificialmente, viene simbolicamente rappresentata alla consacrazione del tempio o della divinità. I templi possono essere costruiti, suggerisce il  Visnudharmottara nella parte III del capitolo 93, dentro delle grotte e scavati nella pietra, o su una collina dalla quale si ha una vista tranquilla, nei pendii montani che si affacciano su belle vallate, in foreste interne ed eremi, vicino ai giardini, o all'inizio di una strada cittadina.

### Forma
La pianta di un tempio indù ha la forma di un disegno geometrico chiamato Vastu-Purusha-mandala. Il nome è una parola sanscrita composita con tre dei componenti più importanti del progetto. Mandala significa cerchio, puruṣa è l'essenza universale alla base della tradizione indù, mentre Vastu significa struttura dell'abitazione. Vastupurushamandala è un yantra. Il disegno è simmetrico, fatto di strutture ripetitive derivate da credenze centrali, miti, cardinalità e principi matematici.

Griglia 8x8 (64 quadrati) del progetto del piano terra del Tempio Manduka Hindu, secondo i principi del Vastupurusamandala. La griglia con 64 quadrati è il modello di tempio indù più sacro e comune. Il luminoso centro in cui si intersecano le diagonali, rappresenta il puruṣa della filosofia indù.

I quattro punti cardinali contribuiscono a creare l'asse di un tempio indù, attorno al quale si forma un quadrato perfetto nello spazio disponibile. Il cerchio del mandala circoscrive il quadrato che è considerato divino per la sua perfezione e come prodotto simbolo della conoscenza e del pensiero umano, mentre il cerchio è considerato terreno, umano e osservato nella vita quotidiana (luna, sole, orizzonte, goccia d'acqua, arcobaleno). Ognuno sostiene l'altro. Il quadrato è diviso in una griglia perfetta. Nei grandi templi, questa è spesso una struttura 8x8 con 64 quadrati. Le sovrastrutture cerimoniali del tempio, sono una griglia di 81 sub-quadrati. I quadrati sono chiamati Pada. Il quadrato è simbolico e ha origini vediche dall’altare del fuoco, Agni. L'allineamento lungo la direzione cardinale, allo stesso modo è un'estensione di rituali vedici di tre fuochi. Questo simbolismo si trova anche tra la civiltà greco antica e altre, attraverso la gnomone. Nei manuali dei templi indù, i piani di progettazione sono descritti con 1, 4, 9, 16, 25, 36, 49, 64, 81 fino a 1024 quadrati; 1 pada è considerato il piano più semplice, come sede di un eremita o devoto per sedersi e meditare, fare yoga o offerte con il fuoco vedico. Il secondo disegno di 4 pada ha un nucleo centrale simbolico all'incrocio delle diagonali ed è anche una forma meditativa. Il design 9 pada ha un centro sacro circondato ed è il modello per il più piccolo tempio. Vecchi templi indù vastumandalas possono utilizzare la serie da 9 a 49 pada, ma quella a 64 è considerata la griglia geometrica più sacra nei templi indù. È chiamata anche Manduka, Bhekapada o Ajira in vari antichi testi sanscriti. Ogni pada è concettualmente assegnato a un elemento simbolico, a volte sotto forma di un dio o uno spirito o apasara. Il quadrato centrale dei 64 è dedicato al Brahman (da non confondere con il bramino) ed è chiamato Pada Brahma.
Nella struttura simmetrica di quadrati concentrici, ogni settore concentrico ha un significato. Il settore più esterno, Paisachika Pada, riguarda gli aspetti di Asura e del male, il successivo settore interno è il Pada Manusha ovvero della vita umana, mentre il Pada Devika rispecchia gli aspetti di Deva e buoni. Il Pada Manusha ospita in genere il deambulatorio. I devoti camminano, girando in senso orario attraverso questo deambulatorio per completare il Parikrama (o pradakshina), a piedi tra il bene sul lato interno e il male sul lato esterno. In templi più piccoli, la pada Paisachika non è parte della sovrastruttura del tempio, ma può essere sul confine o solo simbolicamente rappresentata.
Paisachika pada, Manusha pada e Devika pada circondano il Brahma pada, che rappresenta l'energia creativa e serve come posizione per l'idolo principale di un tempio (darsana). Infine al centro del Brahma pada c'è il Garbhagruha (Garbha - centro, e Gruha - casa, letteralmente il centro della casa) (spazio puruṣa), che significa principio universale ed è presente in ogni cosa e in ognuno. La cupola di un tempio indù, chiamata Shikhara nel nord dell'India e Vimana nel sud, è perfettamente allineata al di sopra del pada di Brahma.
Nel quadrato centrale del maṇḍala si trova l'informe spirito universale che tutto pervade e collega, il Purusha. Questo spazio è a volte indicato come garbha-Griya (letteralmente casa grembo) - un piccolo, quadrato perfetto, senza finestre, uno spazio chiuso, senza ornamenti che rappresenta l'essenza universale. All'interno o nelle vicinanze di questo spazio è in genere unq mūrti (idolo). Questo è l'idolo della divinità principale, ed è diverso in ogni tempio. Spesso è questo idolo che conferisce il nome al tempio, come tempio di Visnù, di Krishna, di Rāma, di Nārāyaṇa, di Shiva, di Lakshmi, di Ganesha, di Durgā, di Hanuman, di Sūrya e altri. In questo garbha-griya i devoti cercano il darshana (letteralmente, la conoscenza, o visione).
Sopra il Vastu-Purusha-mandala vi è una sovrastruttura con una cupola, chiamata Sikhara nel nord dell'India, e Vimana nel sud, che si estende verso il cielo. Talvolta, in templi improvvisati, la cupola può essere sostituita con bambù simbolici con alcune foglie in alto. La struttura verticale o cupola viene progettata a forma di piramide, conica o in altra forma che sale verso il cielo, ancora una volta, usando il principio dei cerchi concentrici e dei quadrati (vedi sotto). Gli studiosi suggeriscono che questa forma si ispira alla montagna cosmica di monte Meru (o dell'Himalayano Kailash, la dimora degli dei secondo la mitologia vedica.
Nei templi più grandi, gli esterni dei pada di solito sono decorati con sculture, dipinti o con immagini destinate ad ispirare il devoto. In alcuni templi, queste immagini, o rilievi a parete, possono essere storie epiche indù, mentre in altri racconti vedici sul giusto e sbagliato o sulla virtù e il vizio, in alcuni possono essere idoli di divinità minori o regionali. I pilastri, le pareti e i soffitti in genere hanno anche sculture o le immagini dei quattro inseguimenti giusti e necessari della vita - kama, Artha, Dharma e moksa. La passeggiata intorno al sacrario si chiama pradakshina.
I templi di grandi dimensioni hanno anche sale con pilastri chiamate mandapa. Quella sul lato est, funge da sala d'attesa per i pellegrini e devoti. La mandapa può essere una struttura separata nei templi più grandi, ma in tempi più recenti questo spazio è integrato nella sovrastruttura del tempio. I mega templi hanno un tempio principale, circondato da piccoli templi e santuari, ma questi sono ancora una volta disposti secondo principi di simmetria, griglie e precisione matematica. Un principio importante trovato nella costruzione dei templi indù è la cosiddetta struttura a specchio con la ripetizione di strutture simili al frattale, ognuna unica ma che ripete il principio comune centrale, quella che Susan Lewandowski riferisce come "un organismo fatto di cellule ripetute".
Eccezioni al principio di griglia quadrata
Un numero predominante di templi indù è costruito secondo il principio della perfetta griglia quadrata. Tuttavia, ci sono alcune eccezioni. Ad esempio, il Teli-ka-mandir di Gwalior, costruito nell'VIII secolo, non è a forma quadrata ma un rettangolo nella proporzione 2:3. Inoltre, il tempio ha una serie di strutture e santuari in rapporti 1:1, 1:2, 1:3, 2:5, 3:5 e 4:5. Questi rapporti sono esatti, il che suggerisce che se l'architetto decise di utilizzare questi rapporti armonici e la forma a rettangolo non fu per un errore, né per un'approssimazione arbitraria. Altri esempi di rapporti armonici non quadrati si trovano nel tempio di Naresar nel Madhya Pradesh e in quello di Nakti-Mata vicino a Jaipur nel Rajasthan. Michael Meister suggerisce che queste eccezioni significano che gli antichi manuali in sanscrito per la costruzione dei templi erano linee guida, ma l'induismo permetteva una certa flessibilità per esprimere l'indipendenza estetica.

## Diversi stili architettonici

### Architettura Nagara

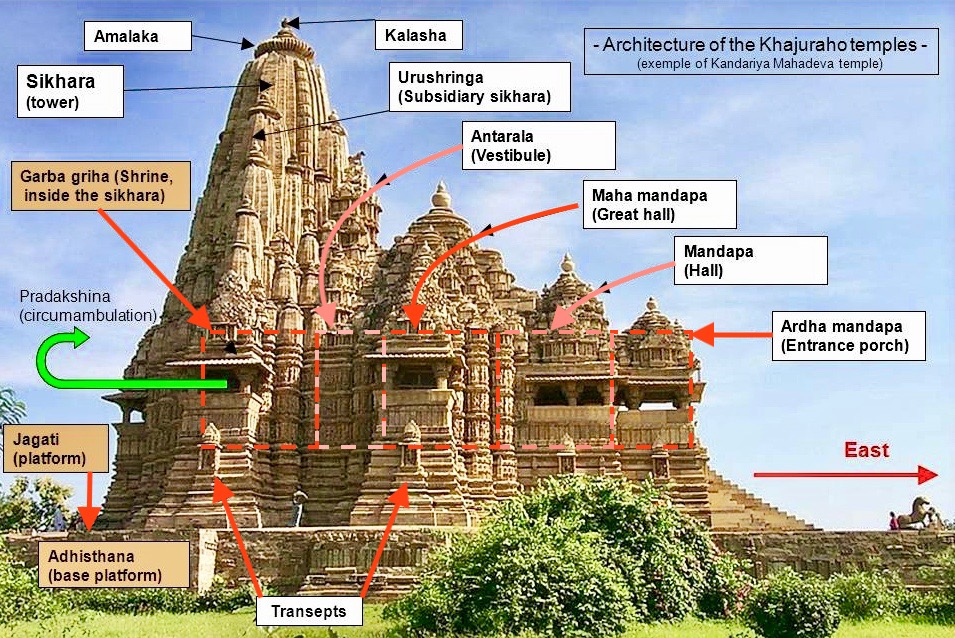
Architettura dei templi di Khajuraho

I templi nagara hanno due distinte caratteristiche:
- Sulla pianta, il tempio è un quadrato con una serie di proiezioni inserite nel centro di ciascun lato per dare una forma a croce con un numero di angoli rientranti su ogni lato.
- In elevazione, un Sikhara, vale a dire, una torre rastremata poco a poco verso l'interno con una curva convessa, utilizzando una serie di quadrati concentrici rotanti su un cerchio principale.

Le proiezioni del quadrato proseguono anche verso l'alto nella parte superiore del Sikhara e, quindi, vi è una forte enfasi sulle linee verticali. Lo stile Nagara è ampiamente distribuito sulla maggior parte dell'India, esibendo varietà distinte e ramificazioni in linee di evoluzione e di elaborazione in base ad ogni località. Un esempio di architettura Nagara è il Tempio Kaṇḍāriyā Mahādeva.

### Architettura Dravidica (India del sud)
I templi in stile Dravidico sono costituiti quasi sempre dalle quattro seguenti parti, che differiscono solo a seconda dell'epoca in cui sono stati costruiti:

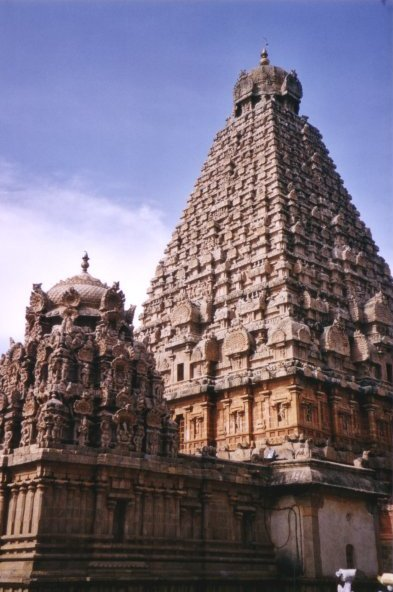
Stile Dravidico, tempio Thanjavur, Tamil Nadu

1. La parte principale, il tempio stesso, è chiamato Vimana. È sempre a pianta quadrata e sormontato da un tetto piramidale di uno o più piani; essa contiene la cella dove si trova l'immagine del dio o il suo emblema.
2. I portici o Mandapa (o Mantapam), che coprono sempre e precedono la porta che conduce alla cella.
3. La porta-piramide, Gopuram, caratteristica principale dei recinti quadrangolari che circondano i templi più importanti.
4. Sale con pilastri Chaultris Chawadis — dai molti usi, sempre presenti in questi templi.

Oltre a questi, il tempio contiene sempre un serbatoio d'acqua o pozzi (utilizzati per scopi sacri o ad uso dei sacerdoti), alloggi per tutti i gradi del sacerdozio e altri edifici.

### Architettura Badami Chalukya
Lo stile architettonico Badami Chalukya ebbe origine intorno al 450 ad Aihole e venne perfezionato a Pattadakal e Badami.
Il periodo della dinastia Badami Chalukyas fu un'era gloriosa nella storia dell'architettura indiana.
La capitale dei Chalukya, Vatapi (Badami, nel distretto di Bagalkot Karnataka) è situata all'uscita di un burrone tra due colline rocciose.
Tra il 500 e il 757, i Badami Chalukya posero le fondamenta dell'architettura dei templi scavati nella montagna, sulle rive del fiume Malaprabha. Quegli stili sono stati principalmente utilizzati ad Aihole, Pattadakal e Badami. I siti sono stati costruiti scavando l'arenaria delle catene delle colline Kaladgi.
A Badami, i Chalukya scolpirono alcuni dei più raffinati templi di questo genere. Mahakuta, i grandi alberi sotto i quali si annida il santuario.
Ad Aihole, nota come la "culla dell'architettura indiana," ci sono più di 150 templi intorno al villaggio. Il tempio Lad Khan è il più antico. Il tempio di Durga è notevole per l'abside semicircolare, i plinti elevati e la galleria che circonda il sancta sanctorum. Una scultura di Visnù seduto su un grande cobra si trova al tempio Hutchimali. Il tempio grotta Ravalphadi celebra le molte forme di Shiva. Altri templi sono il complesso del tempio Konthi e il tempio giainista Meguti.
Pattadakal è un sito (patrimonio dell'umanità) doce si trova il tempio Virupaksha; è il più grande tempio, con scene scolpite dal Rāmāyaṇa e dal Mahābhārata. Altri templi di Pattadakal sono quelli di Mallikarjuna, Kashivishwanatha, Galaganatha e Papanath.

### Architettura Gadag
Lo stile architettonico Gadag viene anche chiamato architettura Chalukya occidentale. Lo stile fiorì per 150 anni (dal 1050 al 1200); in questo periodo vennero costruiti circa 50 templi. Alcuni esempi sono il tempio Saraswati nel complesso Trikuteshwara a Gadag, il tempio Doddabasappa a Dambal, il tempio Kasivisvesvara a Lakkundi e il tempio Amriteshwara ad Annigeri, quest'ultimo ornato con pilastri finemente scolpiti. Questo stile ebbe origine durante il periodo Kalyani Chalukya (noto anche come Chalukya occidentale).

Stile
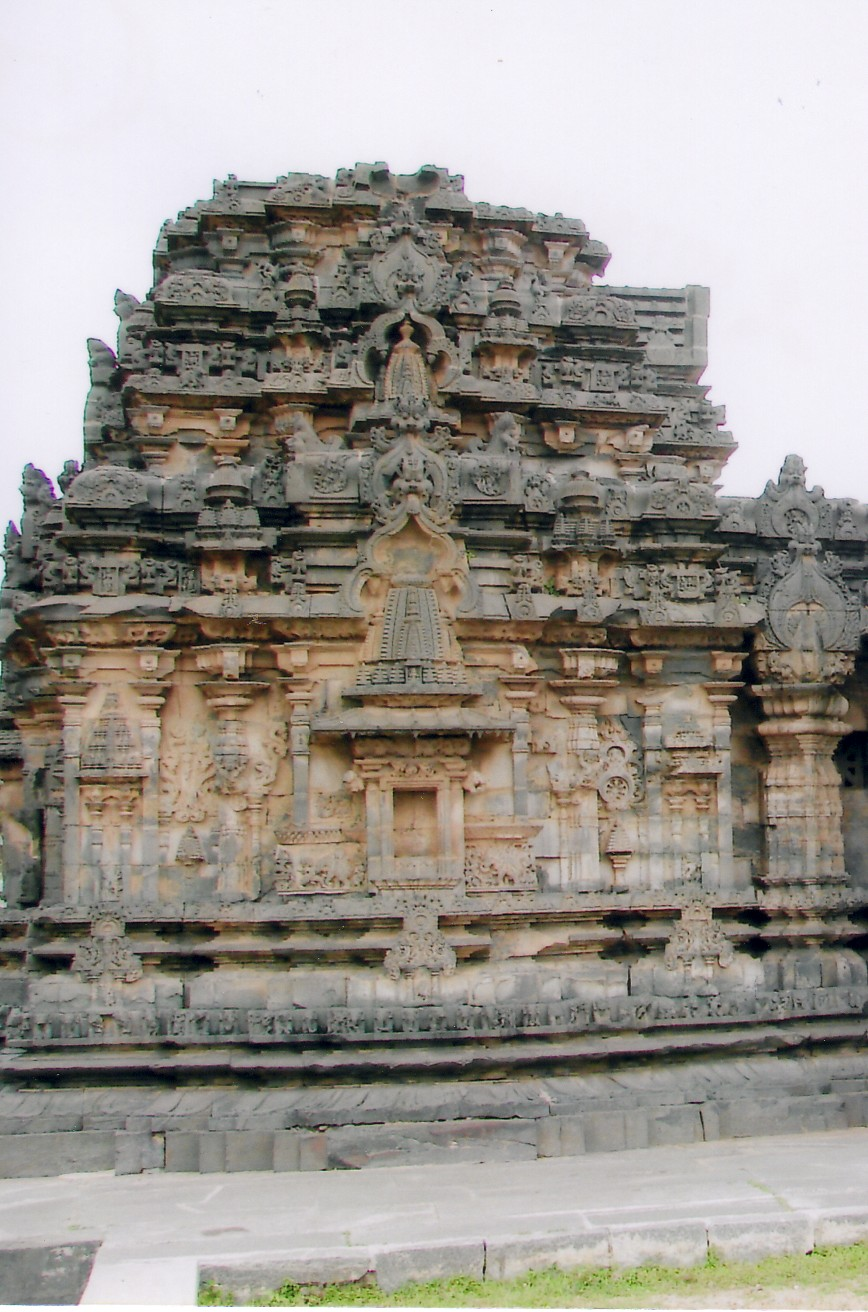
Scrigno e sovrastruttura del tempio Kasivisvesvara a Lakkundi
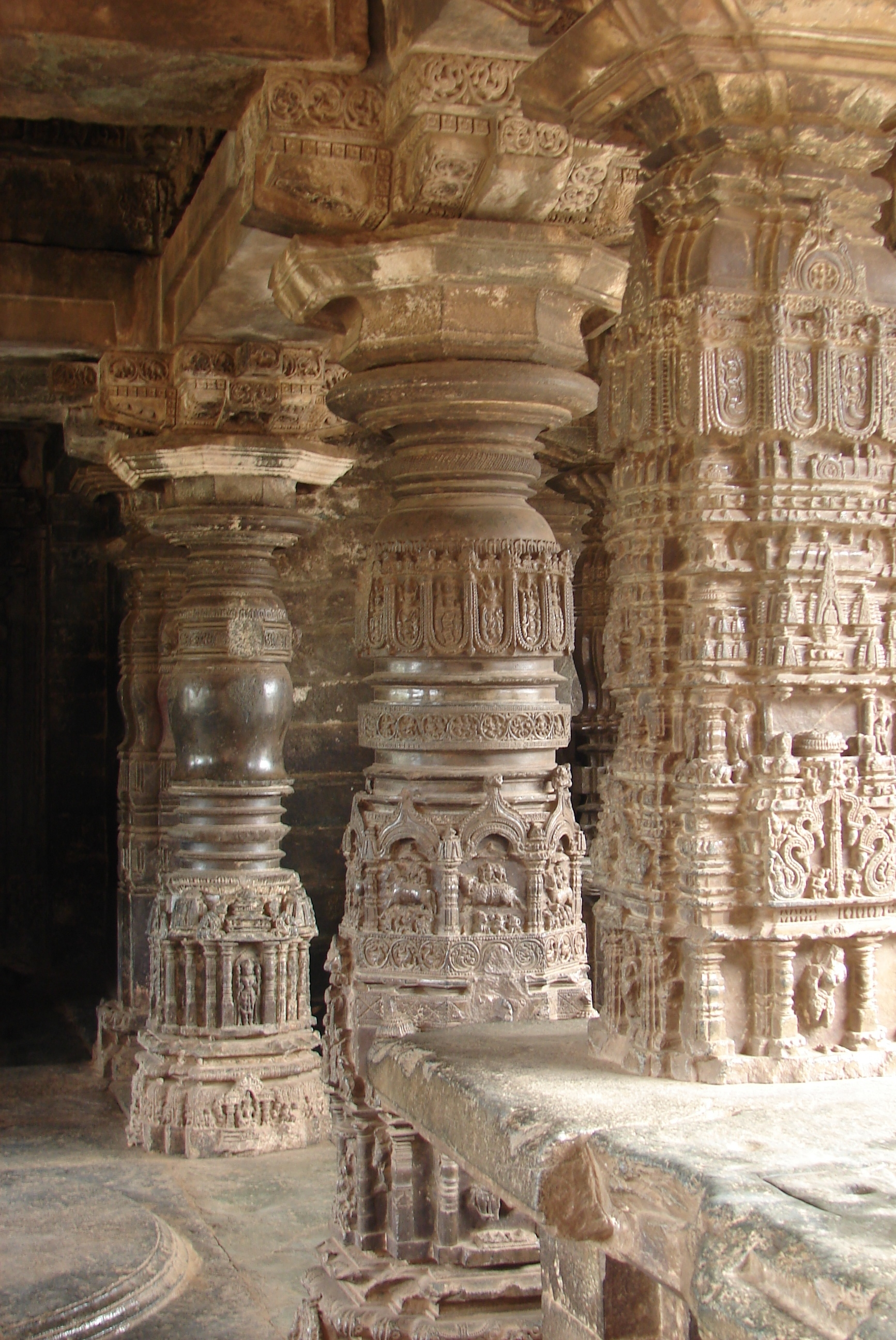
Pilastri in stile Gadag style nel tempio Sarasvati del complesso Trikuteshwara a Gadag
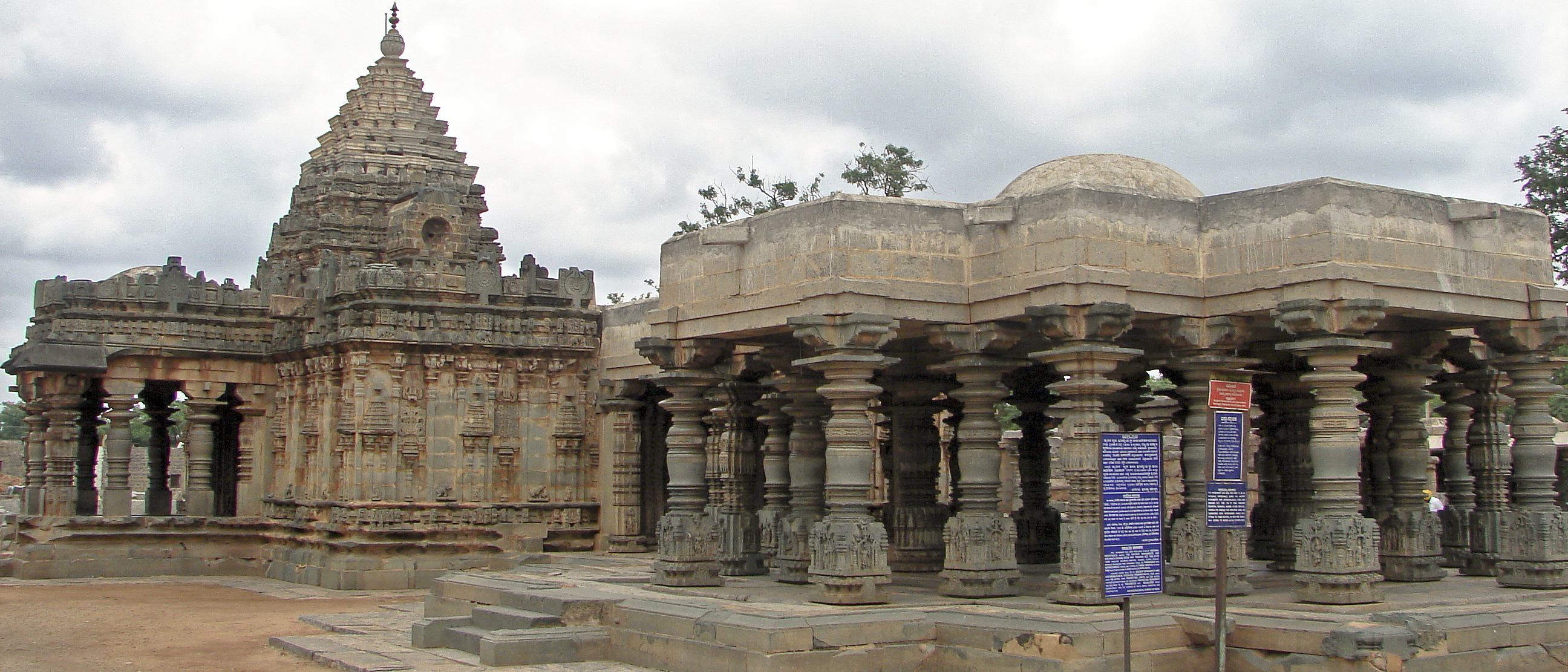
Tempio Mahadeva a Itagi, distretto di Koppal a Karnataka, chiamato anche Devalaya Chakravarti,[23][24][25] del 1112, un esempio di stile dravidico articolato con una sovrastruttura nagara.

### Architettura Kalinga

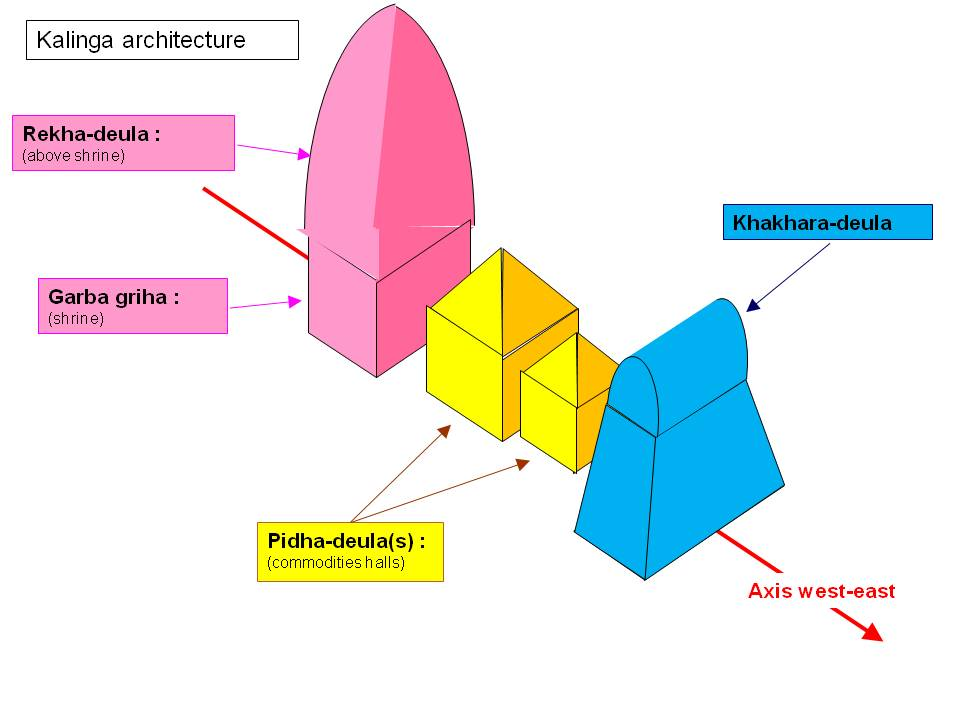
Schema semplificato di un tempio in architettura Kalinga

Lo stile che fiorì nello stato indiano orientale di Odisha e del Nord Pradesh è chiamato Kalinga ed è costituito da tre distinti tipi di templi e cioè RekhaDeula , Pidha Deula e Khakhara Deula. Deula significa "tempio" nella lingua locale. I primi due sono associati con i templi di Visnù, Sūrya e Shiva mentre il terzo principalmente con quelli di Chamunda e Durgā. Il Rekha Deula e il Khakhara Deula ospitano il sancta sanctorum, mentre il Pidha Deula è utilizzato nelle sale e negli esterni.
Gli esempi più importanti di Rekha Deula sono il tempio Lingaraj di Bhubaneswar e il Tempio Jagannath di Puri. Uno degli esempi di spicco della Khakhara Deula è Vaital Deula. Il Sun Temple Konark è un esempio vivente di Pidha Deula.

### Architettura Māru-Gurjara
L'architettura dei templi Maru-Gurjara ebbe origine nel VI secolo nel Rajasthan e zone circostanti. Mostra la profonda conoscenza delle strutture e le competenze raffinate degli artigiani del Rajasthan di un'epoca passata. Essa ha due stili importanti: Maha-Maru e Maru-Gurjara. Secondo Madhusudan Dhaky, lo stile Maha-Maru si sviluppò principalmente a Marudesa, Sapadalaksha, Surasena e parti di Uparamala mentre il Maru-Gurjara ebbe origine a Medapata, Gurjaradesa-Arbuda, Gurjaradesa-Anarta e in alcune zone del Gujarat. Studiosi come George Michell, Dhaky, Michael W. Meister e U.S. Moorti credono che l'architettura dei templi Māru-Gurjara sia interamente architettura indiana occidentale e diversa da quella dei templi del nord dell'India.
Questo dimostra ulteriormente la separazione culturale ed etnica del Rajasthan dalla cultura indiana del nord. C'è un anello di congiunzione tra architettura Maru-Gurjara e Hoysala. In entrambi questi stili c'è rilevanza della scultura.

### Architettura indonesiana
Un candi è un tempio indù o buddista in Indonesia e si riferisce ad una struttura basata sul tipo indiano del Santuario unicellulare, con una torre piramidale sopra di esso ed un portico per l'ingresso, costruito principalmente nel periodo dei regni indiani, tra il VII ed il XV secolo. Nell'architettura indù Balinese, uno scrigno candi si trova nel pura. Il miglior esempio di architettura di templi indù Giavanese è il tempio Prambanan (Shivagrha) del IX secolo, ubicato al centro di Giava, vicino Yogyakarta. Questo grande tempio indù ha tre torri principali (Prasad), dedicate alla Trimurti. Il tempio di Shiva, il più grande, ha una torre di 47 metri di altezza.
Il termine "candi" si crede derivi da Candika, una delle manifestazioni della dea Durgā come divintà della morte. Ciò suggerisce che nell'antica Indonesia la "candi" aveva funzioni di collegamento con l'aldilà. Gli storici suggeriscono che i templi dell'antica Giava venivano utilizzati anche per conservare le ceneri dei re cremati. La statua di Dio riposta all'interno del Garbhagriha del tempio era spesso modellata sull'immagine del re defunto e considerata la personificazione del re come Vishnu o Shiva secondo il concetto di Devaraja. L'esempio è la statua del re Airlangga nel tempio Belahan raffigurato come Vishnu in sella a un Garuḍa.
L'architettura dei candi seguiva le tradizioni indù tipiche alla base del Vastu Shastra. Il disegno del tempio, soprattutto nel periodo di Giava centrale, era costituito da un maṇḍala e da tipiche guglie torreggianti e alte dei templi indù. Il Candi era progettato per imitare il monte Meru, la montagna sacra dimora degli dei. L'intero tempio era un modello di universo indù secondo l'omonima cosmologia e gli strati di Loka.
La struttura candi e il disegno riconoscono la gerarchia delle zone, passando dalla meno santa ai regni sacri. La tradizione Indica dell'architettura indù-buddista riconosce il concetto di elementi in tre parti o tre elementi di organizzazione. Successivamente, il disegno, il progetto e la forma del tempio segue la regola di allocazione dello spazio all'interno dei tre elementi; comunemente identificato come piede (base), corpo (centro) e testa (tetto). Essi sono Bhurloka rappresentato dal cortile esterno (base) in ogni tempio, Bhuvarloka rappresentato dal cortile centrale e corpo di ogni tempio e Svarloka che simboleggia il tetto della struttura, solitamente coronata con un ratna (in sanscrito: gioiello) o vajra.

### Architettura Khmer

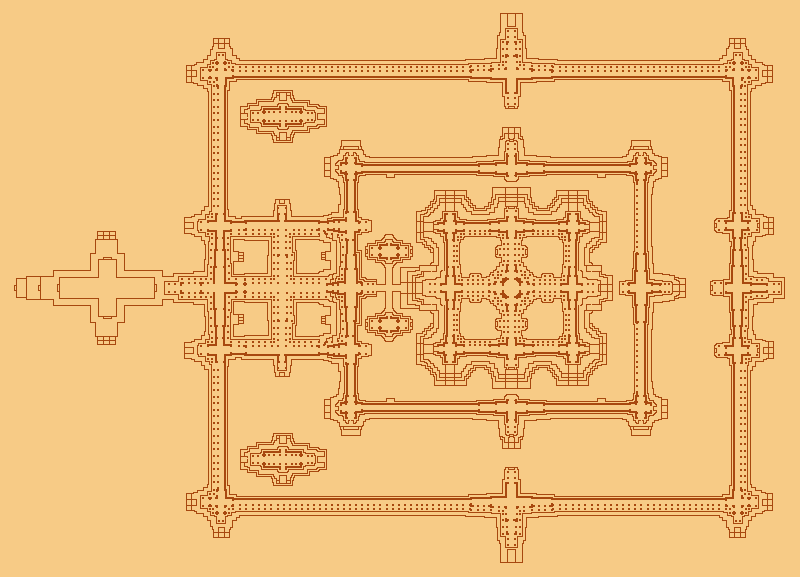
Una mappa schema dell'Angkor Wat rivela la presenza di gallerie quadrate concentriche

Tra il IX e XIV secolo, fiorì l'Impero Khmer in quella che è oggi la Cambogia, con la sua influenza estesa a gran parte dell'Indocina. La sua grande capitale, Angkor ("capitale", derivato dal sanscrito "nagara"), contiene alcune delle più importanti ed esemplari architetture di tempio Khmer. Lo stile classico del tempio di Angkor è dimostrato dal XII secolo con l'Angkor Wat. I costruttori utilizzarono principalmente arenaria e laterite come materiali da costruzione.
La principale struttura del tipico tempio Khmer è un imponente prasat chiamato Prang che ospita il Garbhagriha (camera interna), dove viene ospitato il  murti di Vishnu o Shiva, o di un linga. I templi Khmer erano tipicamente racchiusi da una serie concentrica di mura, con il santuario centrale nel mezzo; questa disposizione voleva rappresentare le catene montuose circostanti il monte Meru, la mitica casa degli dei. Altri elementi erano sparsi negli spazi tra queste mura e tra la parete più interna e il tempio stesso. Le pareti che definiscono i recinti dei templi Khmer sono spesso fiancheggiate da gallerie, mentre l'ingresso avviene tramite gopura situati in corrispondenza dei punti cardinali. L'ingresso principale di solito è ornato con una strada rialzata con una terrazza cruciforme.

### Architettura Champa

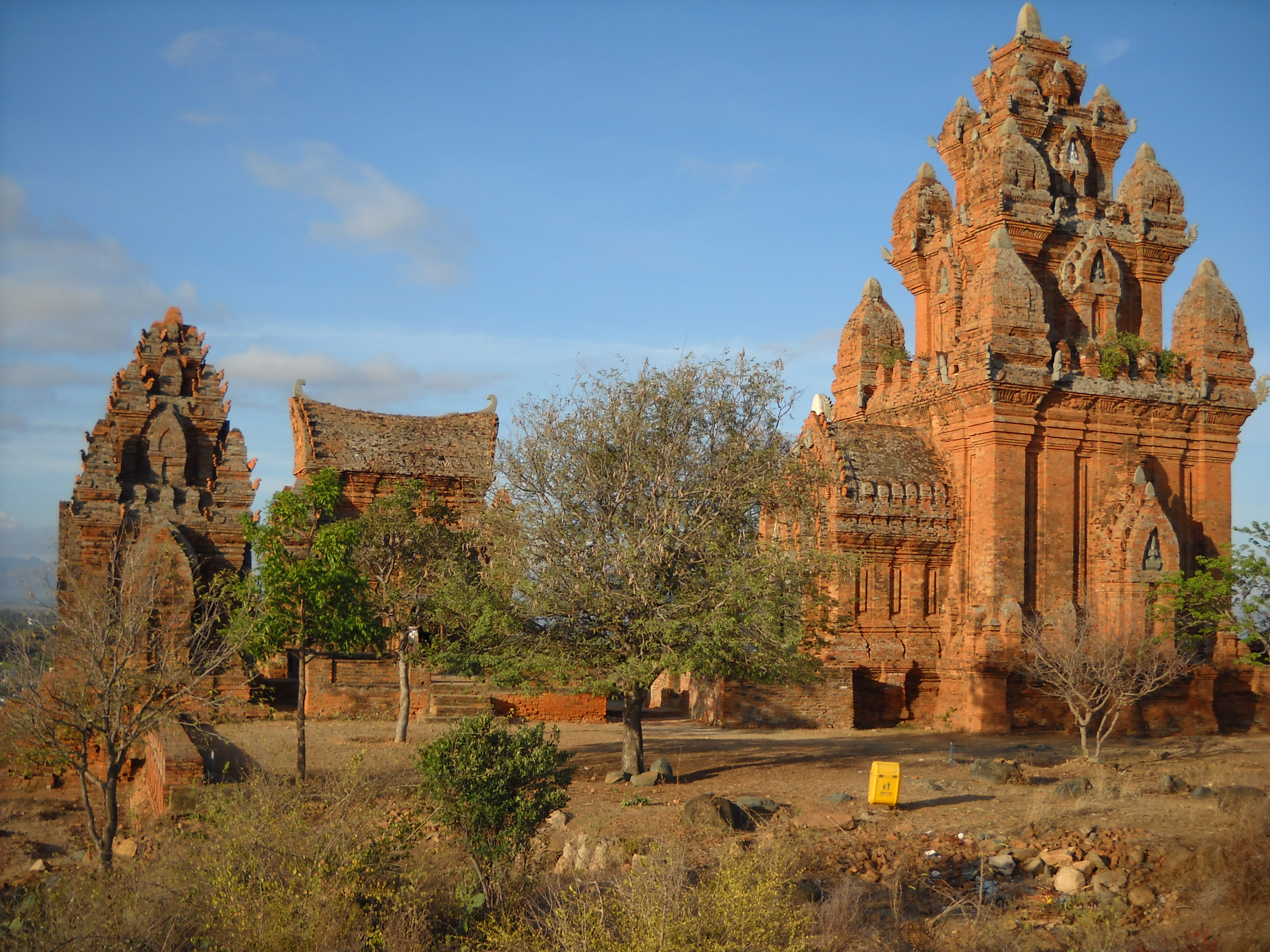
Il profilo del tempio del XIII secolo Po Klong Garai vicino Phan Rang comprende tutti gli edifici tipici di un tempio Cham. Da sinistra a destra il gopura, il kosagrha a forma di sella e il mandapa attaccato alla torre kalan.

Tra VI al XVI secolo, il regno di Champa fiorì nell'attuale Vietnam meridionale. A differenza dei templi giavanesi costruiti per lo più con materiale di origine vulcanica (andesite), gli Khmer di Angkor usarono arenaria grigia per costruire i loro edifici di culto e i Cham impiegarono i mattoni rossi. I più importanti siti rimanenti Cham, in mattoni rossi, sono Mỹ Sơn vicino Đà Nẵng, Po Nagar vicino Nha Trang e Po Klong Garai vicino Phan Rang.
Normalmente un tempio Cham è costituito da diversi tipi di edificio. Ovvero un kalan, un santuario in mattoni generalmente a forma di torre con un garbahgriha usato per ospitare il murti della divinità. Un mandapa, corridoio di entrata al santuario. Un kosagrha o "casa del fuoco", una costruzione del tempio che solitamente ha un tetto a forma di sella, utilizzata per ospitare gli oggetti di valore appartenenti alla divinità o per cucinare per la divinità. Il gopura era un porta-torre che conduceva in un complesso di templi murato. Questi tipi di edifici sono tipici dei templi indù in generale; la classificazione è valida non solo per l'architettura di Champa, ma anche per le altre tradizioni architettoniche della Grande India.

## Glossario

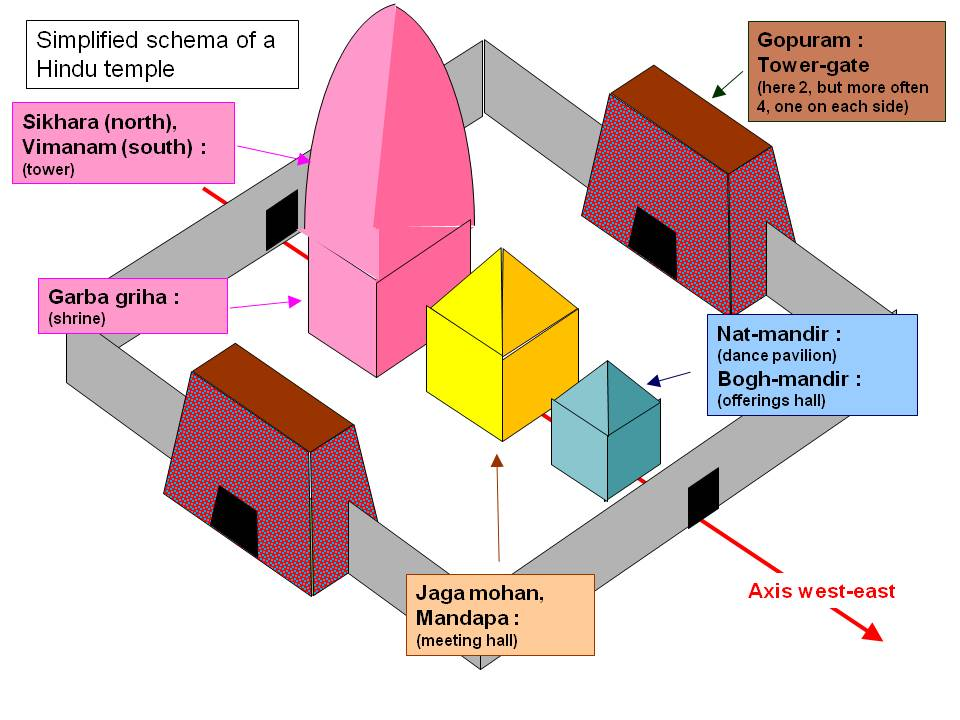
Schema semplificato di tempio indù.

Nel design / progetto di un tempio, esistono diverse parti architettoniche, le più comuni delle quali sono:

### Jagati
Jagati è un termine usato per indicare una superficie in rilievo, la piattaforma o la terrazza su cui è collocato il tempio.

### Antarala
Antarala è una piccola anticamera garbhagriha/ garbha graha (scrigno) e mandapa, più tipica dei templi del nord dell'India.

### Mandapa
Mandapa (o Mandapam) (मंडप in indi/sanscrito, a volte citata come mantapa o mandapam) è un termine per riferirsi a un pilastro delle sale esterne per i rituali pubblici.
- Ardha Mandapam — spazio intermedio tra l'esterno del tempio e la garba griha (sancta sanctorum) o le altre mandapa del tempio.
- Asthana Mandapam  — sala dell'assemblea
- Kalyana Mandapam  —  dedicato al rituale della celebrazione del matrimonio del Signore con la Dea
- Maha Mandapam  — (grande Maha) Quando ci sono diversi mandapa nel tempio, è il più grande e il più alto. Viene utilizzato per lo svolgimento dei discorsi religiosi.
- Nandi Mandapam (o Nandi mandir) - Nei templi di Shiva, padiglione con una staua del toro sacro Nandi, che guarda la statua del linga di Shiva.

### Sreekovil o Garbhagriha
Sreekovil o Garbhagriha è la parte in cui si trovano gli idoli delle divinità in un tempio indù, ad esempio il sancta sanctorum. L'area circostante si chiama Chuttapalam, che generalmente comprende altre divinità e le pareti principali (sacre) del tempio. Normalmente c'è anche un'area Pradakshina nello Sreekovil e una all'esterno, dove i devoti possono assistere allo Pradakshina.

### Sikhara
Sikhara o Vimana letteralmente "picco montuoso", è la torre che si trova sopra il sancta sanctorum dove si trova il simbolo della divinità nei templi indù.

### Amalaka
Un amalaka è un disco di pietra, spesso con creste, che si trova sulla torre principale di un tempio (Sikhara).

### Gopuram
Gopuras (o Gopuram) sono le elaborate porte dei templi dell'India del sud, da non confondere con le Sikhara.

### Urushringa
Un urushringa è un sussidiario del Sikhara, più basso e stretto, appoggiato contro lo sikhara principale.

## Galleria d'immagini

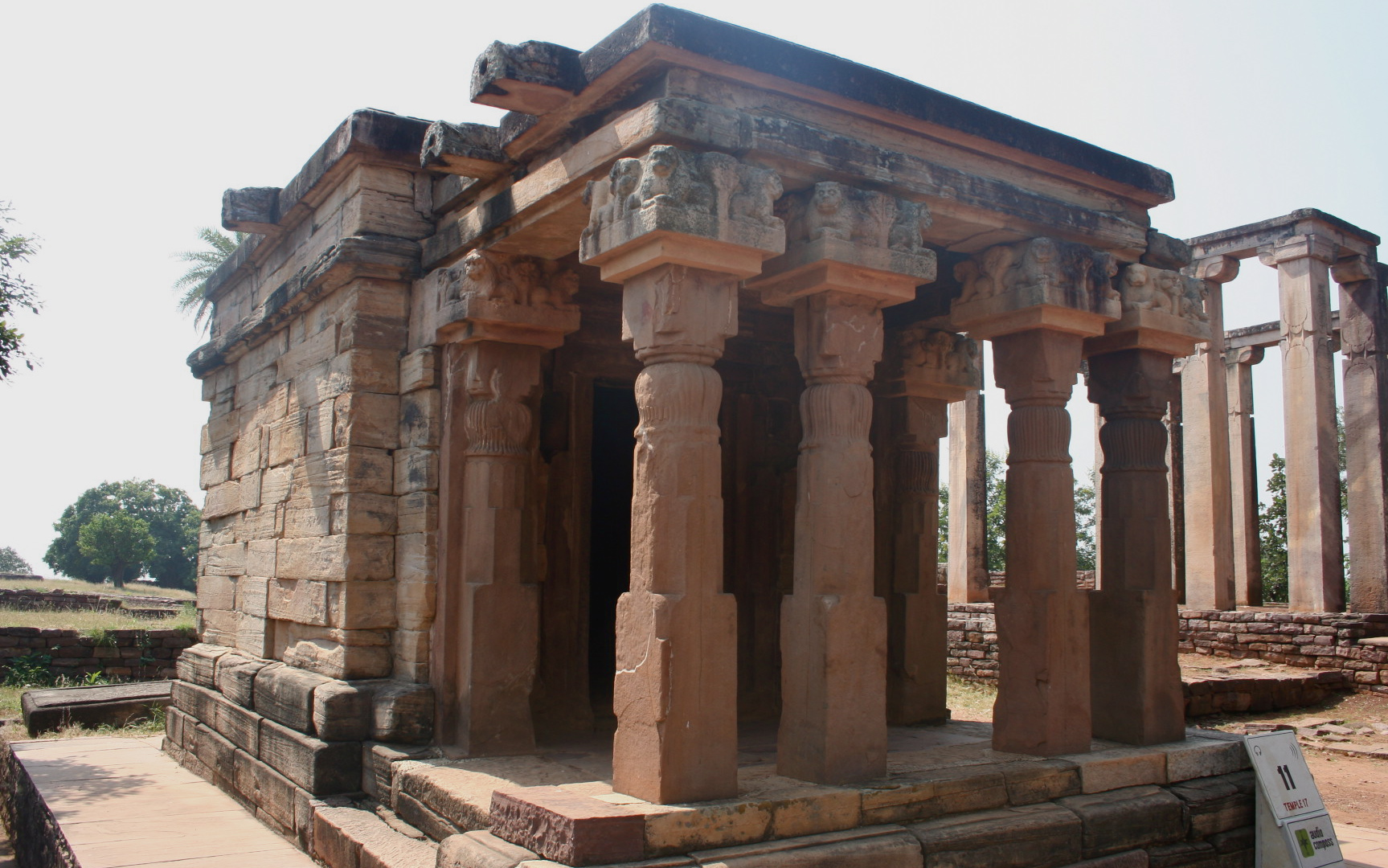
Tempio del periodo Gupta a Sanchi con la sala absidata Maurya
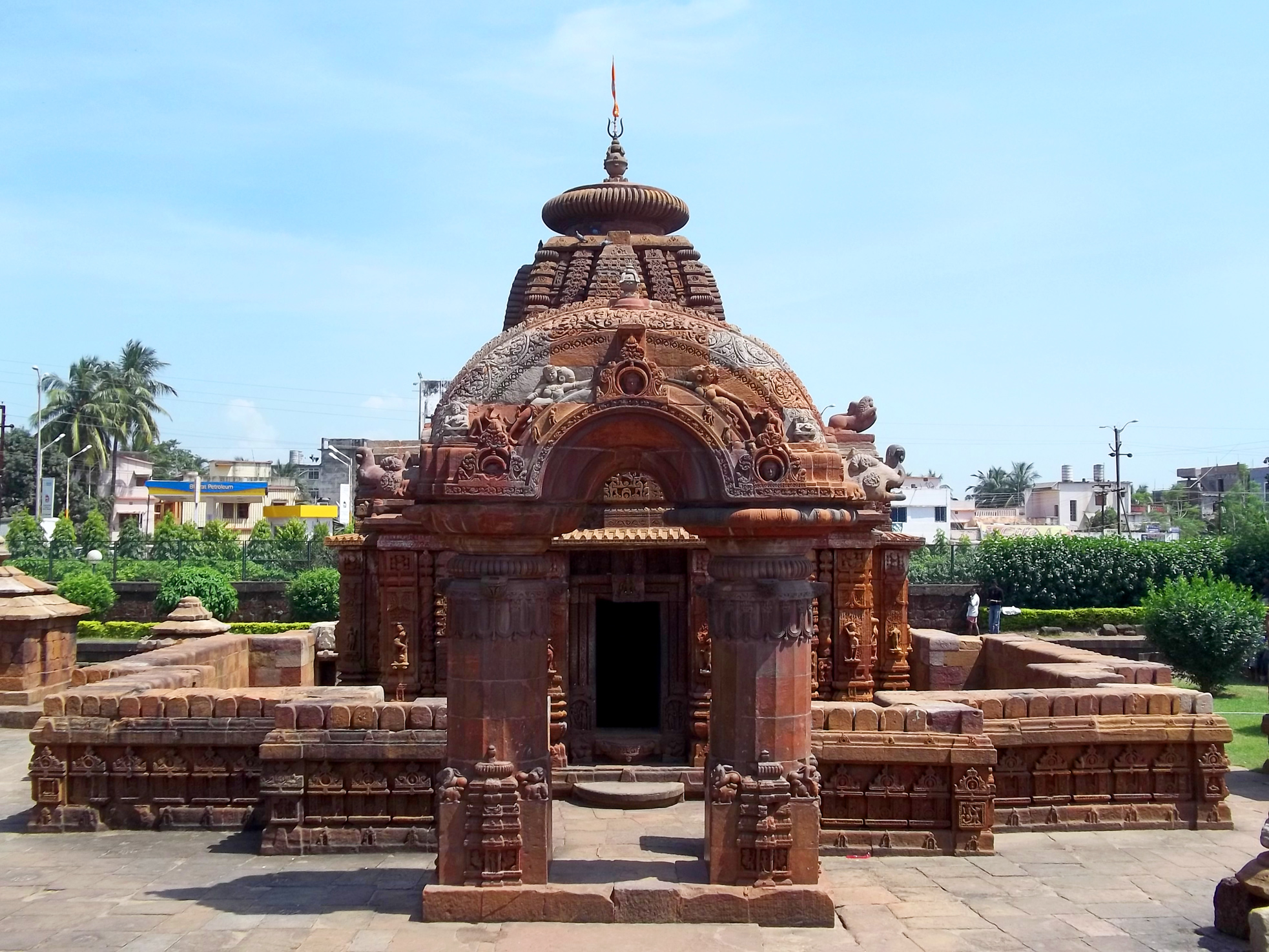
Muktesvara deula vista panoramica, Odisha
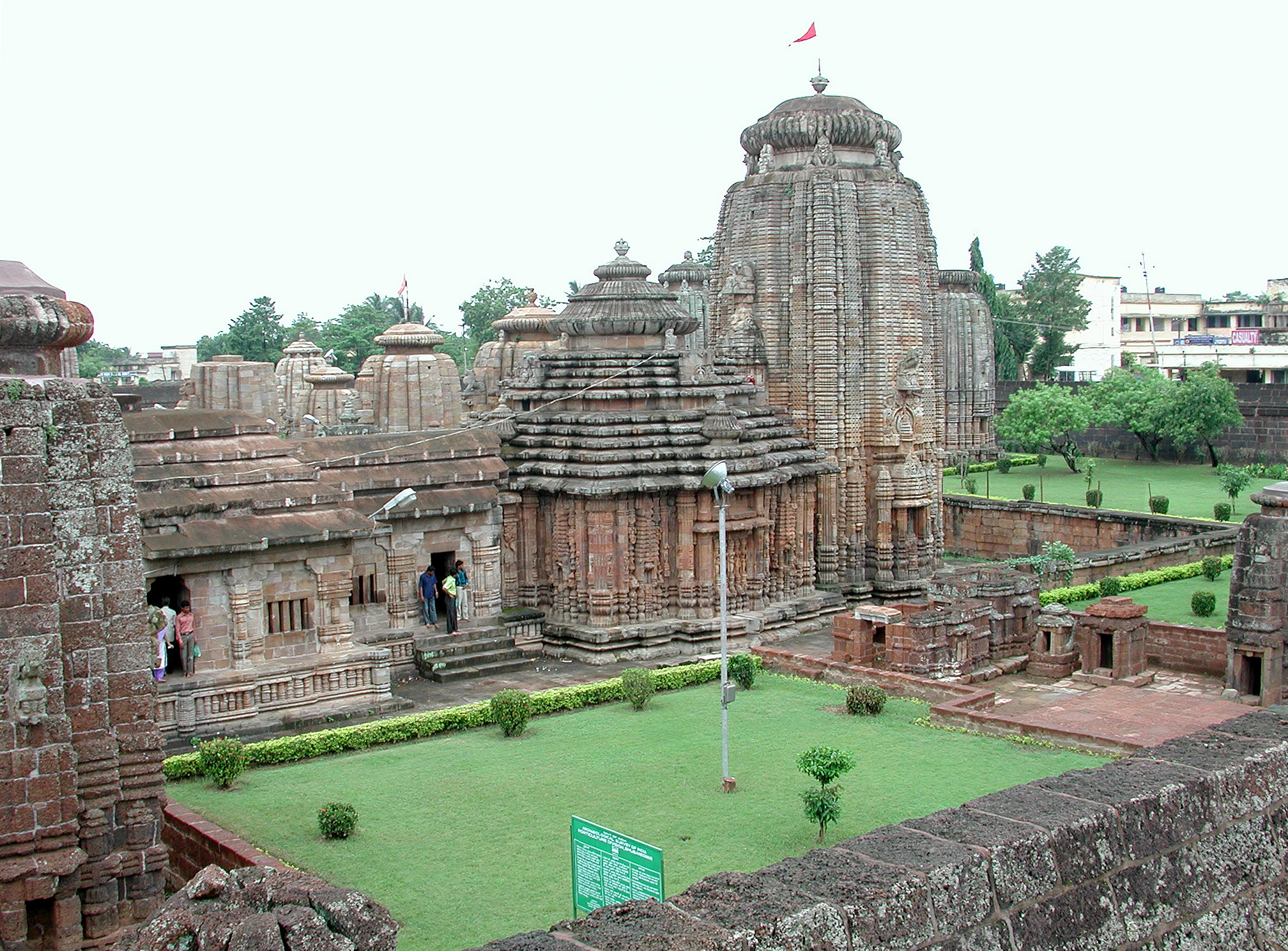
Tempio Lingaraja, vosta panoramica, Odisha
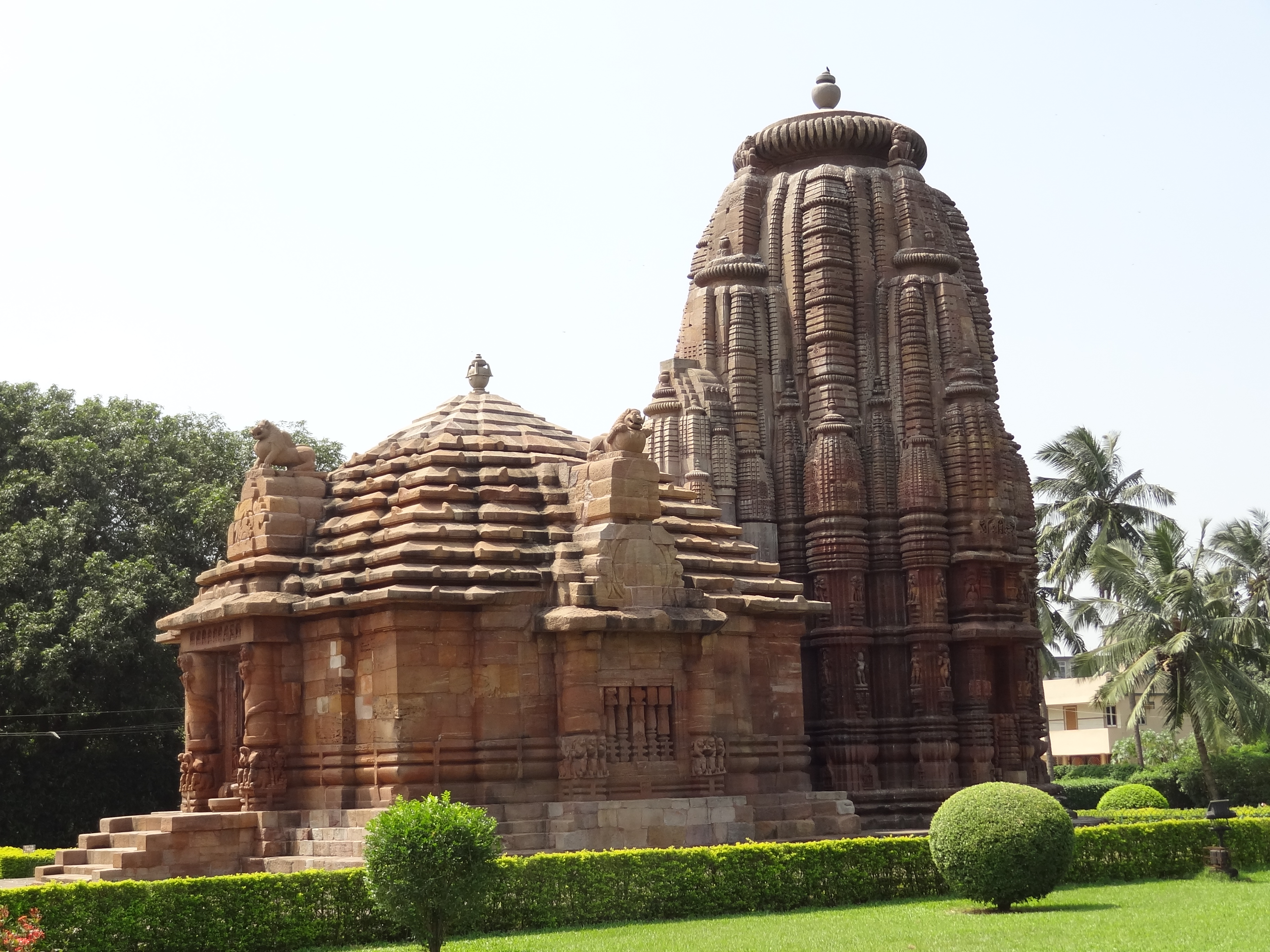
Tempio Rajarani, vista panoramica, Odisha
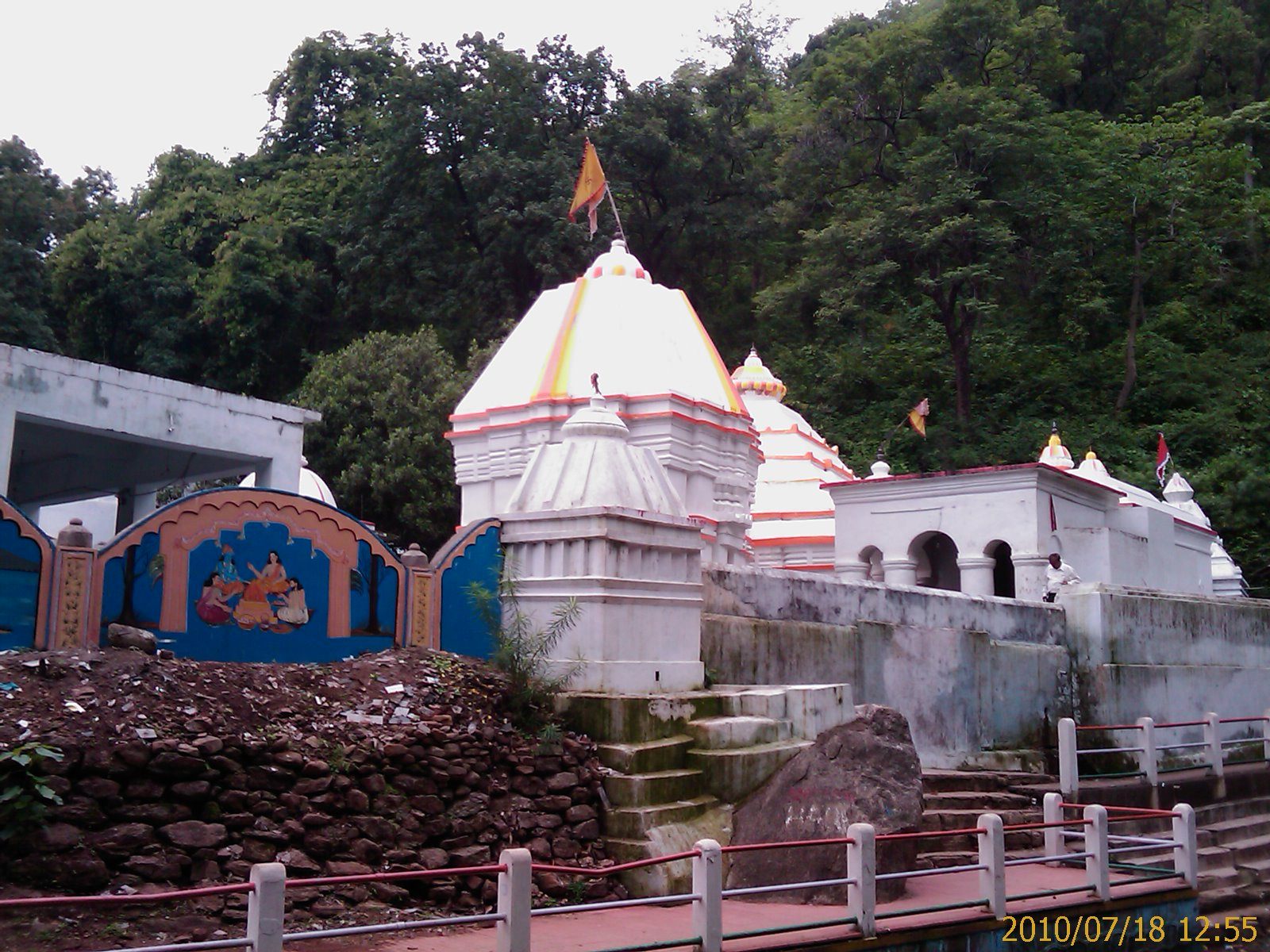
Tempio Harishankar, vista panoramica, Odisha
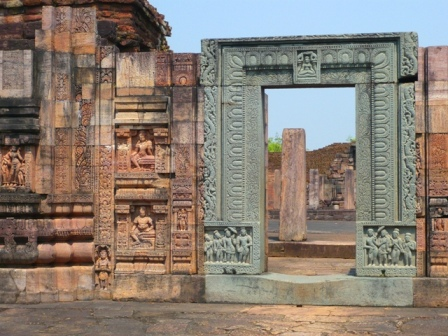
Puspagiri Mahavihara, Odisha
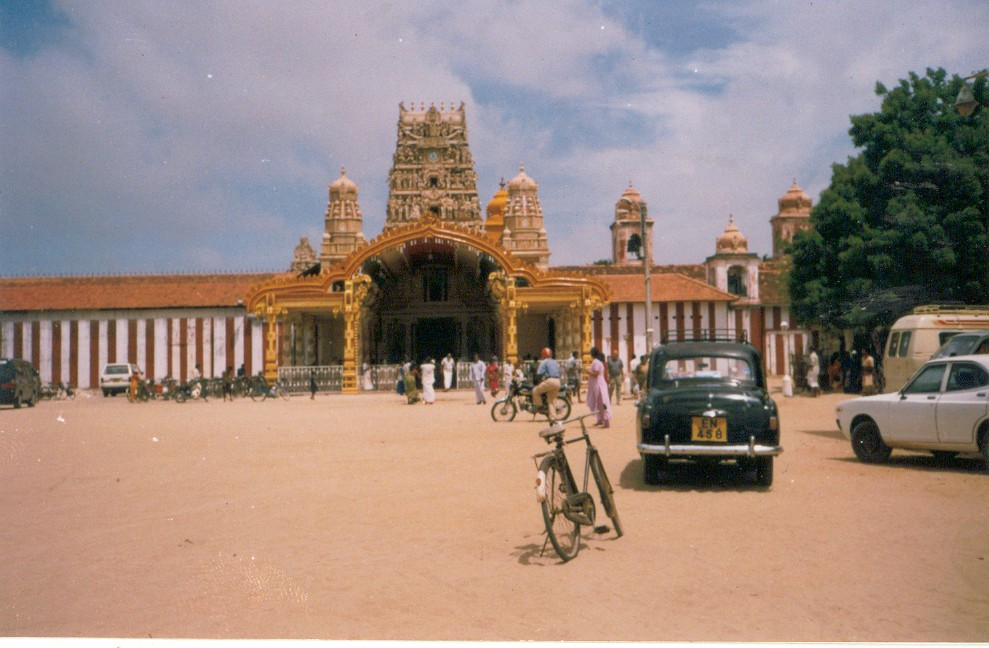
Tempio Nallur Kandaswamy Kovil, Jaffna
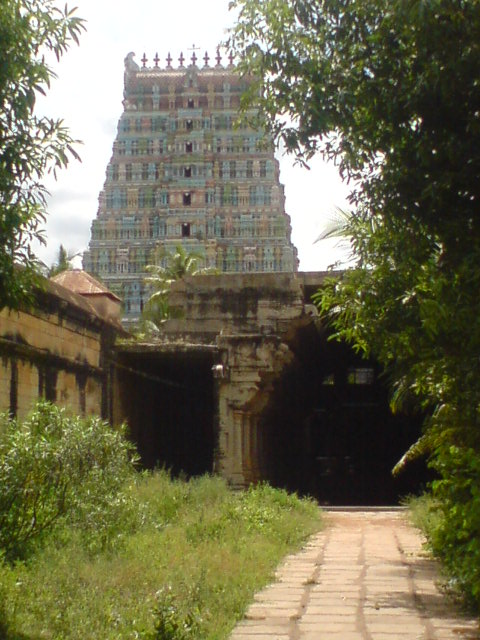
Kalayar Kovil a Sivganga.
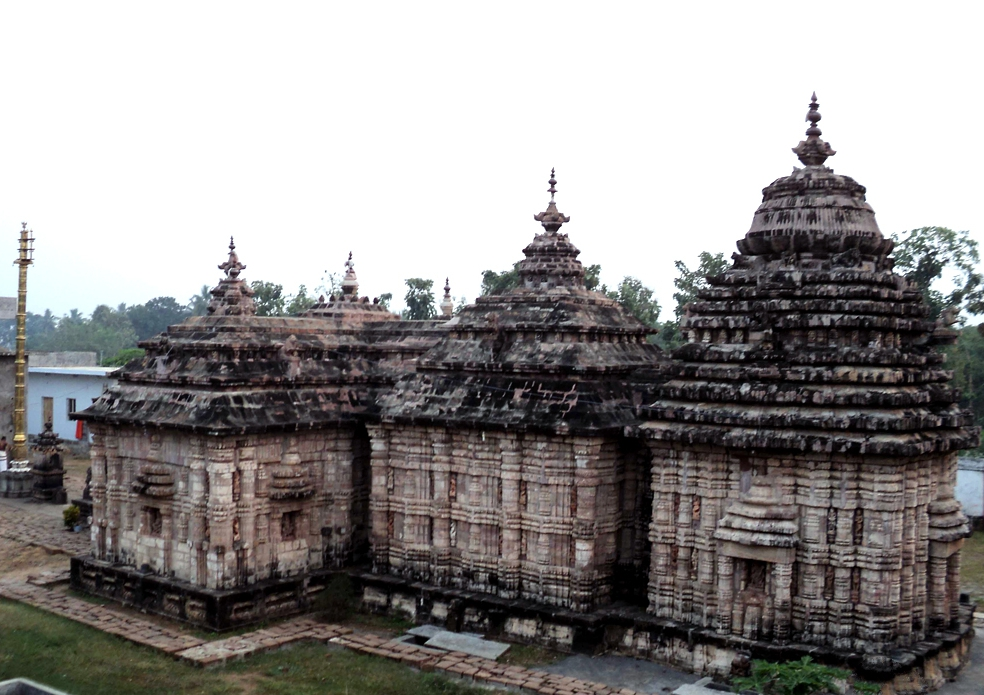
Tempio Mandasa Basudeva, Andhra Pradesh